# Troisième Force (Quatrième République)
Pour les articles homonymes, voir Troisième Force.
La Troisième Force est le nom donné à une coalition politique de la Quatrième République française.

## Sous laIVeRépublique
La  Troisième Force était la coalition gouvernementale française au pouvoir sous la Quatrième République, et regroupant la Section française de l'Internationale ouvrière (SFIO), l’Union démocratique et socialiste de la Résistance (UDSR), les radicaux, le Mouvement républicain populaire (MRP) et les modérés (droite républicaine et libérale), pour soutenir le régime contre l'opposition du Parti communiste français et des gaullistes.
Le gouvernement de la troisième force est en place en France entre mai 1947 et septembre 1951. Il succède au tripartisme (MRP, SFIO et PCF), après l'éviction des communistes du gouvernement Paul Ramadier le 4 mai 1947. Elle renaît en partie en 1956, sous l'appellation de Front républicain, contre les poujadistes et les communistes, une partie des gaullistes s'étant ralliés ; Jacques Chaban-Delmas devient ministre de la Défense à cette occasion.

## Élections
La Troisième Force subit un très net revers électoral lors des élections législatives de 1951, marquées par un large succès du RPF, qui obtient 21,75 % et 121 députés, dont une partie élus au second tour avec la bienveillance de la Troisième Force, mais parvient à en limiter l'impact grâce à la réforme électorale votée peu avant, fort critiquée par l'opposition, la loi des apparentements. Le MRP voit en particulier son score national passer de 26 % en 1946 à 12 % en 1951.

## Sous laVeRépublique
La  Troisième Force regroupe les centristes, (MRP, puis Centre démocrate), les radicaux et la SFIO. Elle disparaît avec la signature du Programme commun entre le PS et le PCF en juin 1972. Jean Lecanuet et Jean-Jacques Servan-Schreiber créent le Mouvement réformateur la même année (centristes et radicaux), qui rejoignent la majorité de centre-droit issue de l'élection de Valéry Giscard d'Estaing en mai 1974.